# Rue des Oiseaux
Rue des Oiseaux je ulice v Paříži v historické čtvrti Marais. Nachází se ve 4. obvodu.

## Poloha
Ulice vede od křižovatky s Rue de Bretagne a končí na křižovatce s Rue de Beauce.

## Historie
Ulice byla vyměřena v roce 1618 na pozemcích patřících členovi státní rady Claudovi Charlotovi, ale majitelé tržnice Marais (nyní Marché des Enfants-Rouges) požadovali, aby byla ulice opatřena bránou, otevíranou jen v určitých časech. Ulička postupně nesla jména Petite rue Charlotte, Ruelle du Marché, Cul-de-sac de Beauce a Ruelle du Marché-du-Marais. Její současný název (ptačí ulice) odkazuje na starý vývěsní štít, který se zde nalézal. Ulice byla rozhodnutím ministra Ludvíka Bonaparta ze dne 14. srpna 1800 prohlášena za veřejnou komunikaci a byla stanovena její šířka na 6 metrů. Královská vyhláška z 31. března 1835 zvýšila tato šířku na 10 metrů. V domě na rohu s Rue de Beauce žila spisovatelka Madeleine de Scudéry.